# 藤井譲治
藤井 譲治（ふじい じょうじ、1947年 - ）は、日本の歴史学者。京都大学名誉教授。専門は日本近世史。

## 経歴
1947年、福井県で生まれた。1966年3月、福井県立若狭高等学校を卒業。1966年4月、京都大学文学部に入学。卒業後は同大学大学院に進み、1975年3月に京都大学大学院文学研究科博士課程を終了。
1975年4月に京都大学文学部助手に採用された。1977年4月、神戸大学文学部助教授に着任。1983年4月、京都大学人文科学研究所助教授となった。1991年11月、学位論文『江戸幕府老中制形成過程の研究』を京都大学に提出して文学博士の学位を取得。1994年4月より京都大学文学部助教授、1998年4月より京都大学大学院文学研究科教授。2012年3月に京都大学を定年退任し、名誉教授となった。2014年4月より石川県立歴史博物館館長を務めている。

## 研究内容・業績
専門は日本近世史。
門下生
- 小倉宗（関西大学大学院文学研究科教授）[4]
- 三宅正浩（京都大学大学院文学研究科准教授）[5]
- 藤本仁文（京都府立大学文学部准教授）[6]
- 石田俊（山口大学文学部准教授）[7]
- 林晃弘（東京大学史料編纂所助教）
- 谷徹也（立命館大学文学部准教授）

## 著作
著書
- 『江戸幕府老中制形成過程の研究』校倉書房 1990
- 『江戸開幕』(日本の歴史 12)集英社 1992
  - 文庫化 講談社学術文庫 2016
- 『徳川家光』吉川弘文館(人物叢書) 1997
- 『江戸時代の官僚制』青木書店 1999
  - 法蔵館文庫 2023
- 『幕藩領主の権力構造』岩波書店 2002
- 『徳川将軍家領知宛行制の研究』思文閣出版 2008
- 『天皇と天下人』(天皇の歴史 5) 講談社 2011
  - 文庫化 講談社学術文庫 2018
- 『日本近世の歴史1 天下人の時代』吉川弘文館 2011
- 『近世史小論集 古文書と共に』思文閣出版 2012
- 『徳川家康』吉川弘文館(人物叢書) 2020
- 『天下人秀吉の時代』敬文舎 2020
- 『徳川家康　時々を生き抜いた男』山川出版社(日本史リブレット人) 2021
- 『近世初期政治史研究』岩波書店 2022

共編著
- 『支配のしくみ』(日本の近世 3)中央公論社 1991
- 『近世前期政治的主要人物の居所と行動』(京都大学人文科学研究所調査報告) 京都大学人文科学研究所 1994
- 『京都大学文学部日本史研究室関係日記目録』有坂道子共編 京都大学大学院文学研究科 2001
- 『京大東洋学の百年』礪波護共編 京都大学学術出版会 2002
- 『近江・若狭と湖の道』(街道の日本史) 吉川弘文館 2003
- 『鷹峰村文書目録』岩崎奈緒子共編 京都大学総合博物館 2003
- 『天皇皇族実録』(全136巻) 吉岡眞之監修・編者代表、ゆまに書房 2005-2019
- 『大地の肖像 絵図・地図が語る世界』杉山正明・金田章裕共編 京都大学学術出版会 2007
- 『日本の歴史 近世・近現代編』伊藤之雄共編著 ミネルヴァ書房 2010
- 『政治社会思想史』(新体系日本史 4) 宮地正人、河内祥輔・栄沢幸二共編 山川出版社 2010
- 『織豊期主要人物居所集成』思文閣出版 2011